# Eusynthemis virgula
Eusynthemis virgula – gatunek ważki z rodziny Synthemistidae.